# Cò quăm hói phương nam
Cò quăm hói phương nam, tên khoa học Geronticus calvus, là một loài chim trong họ Threskiornithidae.

## Hình ảnh

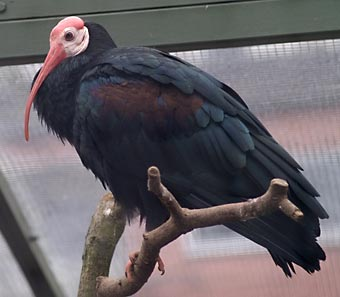
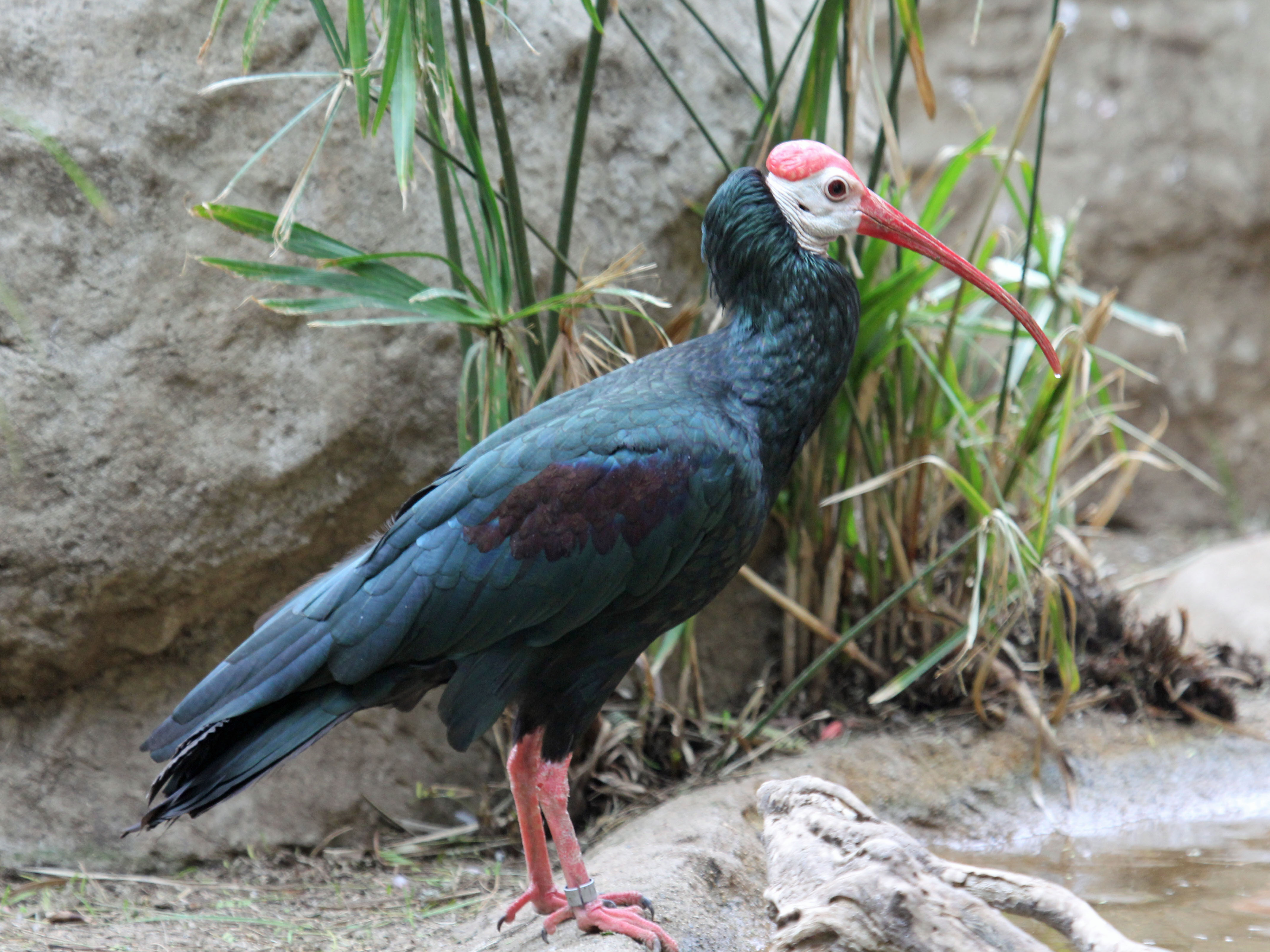
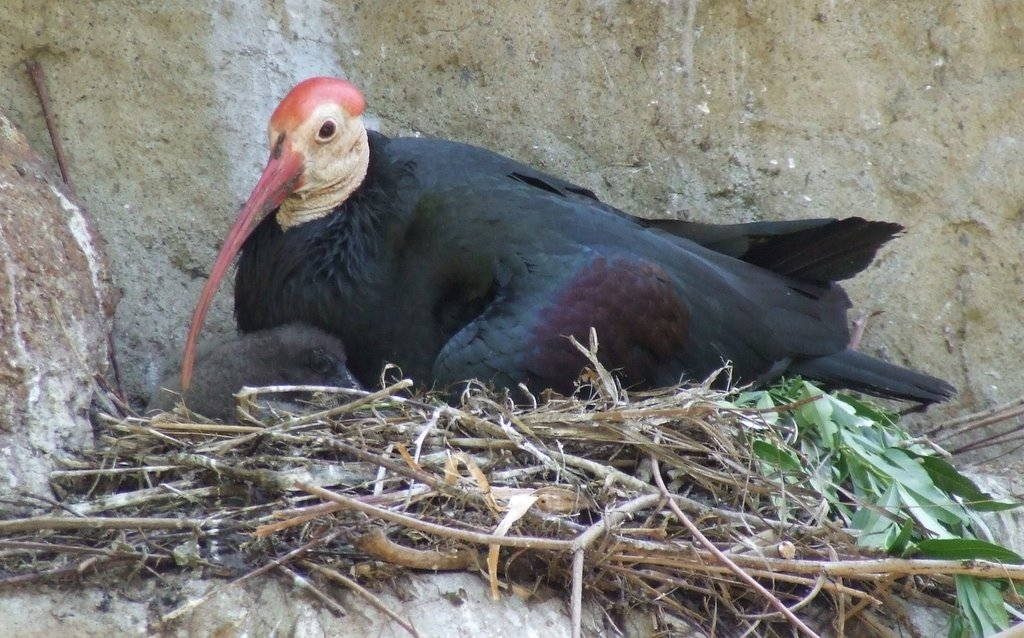
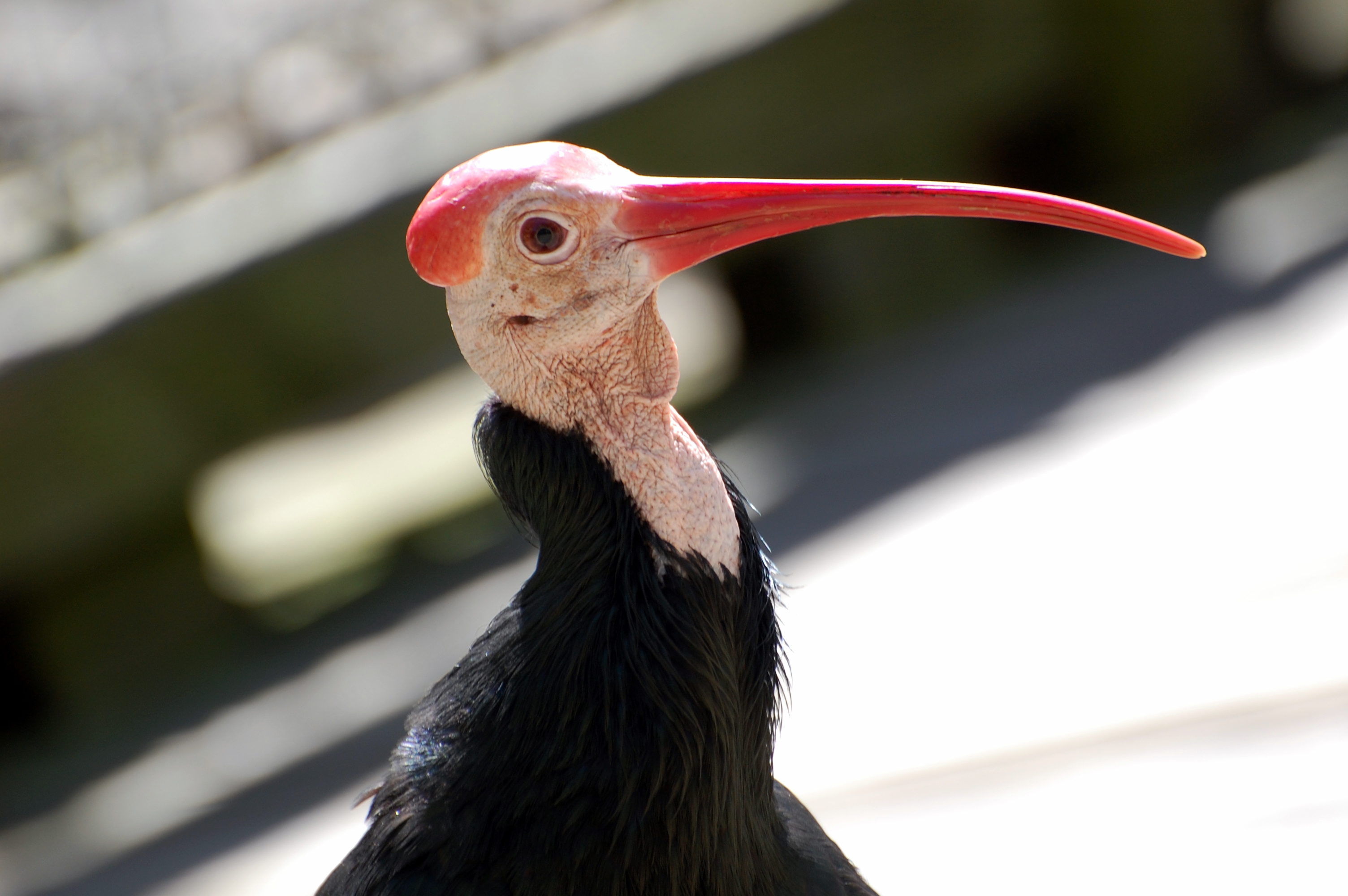